# تسرنوگوویچی
تسرنوگوویچی (به صربی: Crnugovići) یک منطقهٔ مسکونی در صربستان است که در پریبوی واقع شده‌است. تسرنوگوویچی ۹۳ نفر جمعیت دارد.